# Meridià 12 a l'est
El meridià 12 a l'est de Greenwich és una línia de longitud que s'estén des del pol Nord a través de l'oceà Àrtic, Europa, l'Àfrica, l'oceà Atlàntic, l'oceà Antàrtic i Antàrtida al pol Sud.
El meridià 12 a l'est forma un cercle màxim amb el meridià 168 a l'oest.
Com tot els altres meridians, la seva longitud correspon a una semicircumferència terrestre, són 20.003,932 km. Al nivell de l'equador, la seva distància del meridià de Greenwich és de 1.336 km

## De Pol a Pol
Des del pol Nord i dirigint-se cap al sud fins al pol Sud, el meridià 12 a l'Est passa per:
| Coordenades                             | País, territori o mar | Notes                                                |
| --------------------------------------- | --------------------- | ---------------------------------------------------- |
| 90° 0′ N, 12° 0′ E / 90.000°N,12.000°E  | Oceà Àrtic            |                                                      |
| 79° 44′ N, 12° 0′ E / 79.733°N,12.000°E | Noruega               | Illes de Spitsbergen i Prins Karls Forland, Svalbard |
| 78° 13′ N, 12° 0′ E / 78.217°N,12.000°E | Oceà Atlàntic         |                                                      |
| 67° 29′ N, 12° 0′ E / 67.483°N,12.000°E | Noruega               | Illes Røst                                           |
| 67° 28′ N, 12° 0′ E / 67.467°N,12.000°E | Oceà Atlàntic         | Mar de Noruega                                       |
| 65° 43′ N, 12° 0′ E / 65.717°N,12.000°E | Noruega               | Illa de Vega                                         |
| 65° 38′ N, 12° 0′ E / 65.633°N,12.000°E | Oceà Atlàntic         | Mar de Noruega                                       |
| 65° 14′ N, 12° 0′ E / 65.233°N,12.000°E | Noruega               |                                                      |
| 63° 17′ N, 12° 0′ E / 63.283°N,12.000°E | Suècia                | Per uns 4 km                                         |
| 63° 15′ N, 12° 0′ E / 63.250°N,12.000°E | Noruega               |                                                      |
| 59° 54′ N, 12° 0′ E / 59.900°N,12.000°E | Suècia                | Passa a través de Göteborg                           |
| 57° 21′ N, 12° 0′ E / 57.350°N,12.000°E | Kattegat              |                                                      |
| 56° 1′ N, 12° 0′ E / 56.017°N,12.000°E  | Dinamarca             | Illes de Selàndia i Falster                          |
| 54° 43′ N, 12° 0′ E / 54.717°N,12.000°E | Mar Bàltic            | Badia de Mecklenburg                                 |
| 54° 10′ N, 12° 0′ E / 54.167°N,12.000°E | Alemanya              |                                                      |
| 47° 37′ N, 12° 0′ E / 47.617°N,12.000°E | Àustria               |                                                      |
| 47° 3′ N, 12° 0′ E / 47.050°N,12.000°E  | Itàlia                |                                                      |
| 41° 59′ N, 12° 0′ E / 41.983°N,12.000°E | Mar Mediterrània      | PPassa just a l'oest de l'illa de Marettimo, Itàlia  |
| 36° 49′ N, 12° 0′ E / 36.817°N,12.000°E | Itàlia                | Illa de Pantel·leria                                 |
| 36° 44′ N, 12° 0′ E / 36.733°N,12.000°E | Mar Mediterrània      |                                                      |
| 33° 0′ N, 12° 0′ E / 33.000°N,12.000°E  | Líbia                 |                                                      |
| 23° 31′ N, 12° 0′ E / 23.517°N,12.000°E | Níger                 |                                                      |
| 13° 10′ N, 12° 0′ E / 13.167°N,12.000°E | Nigèria               |                                                      |
| 7° 30′ N, 12° 0′ E / 7.500°N,12.000°E   | Camerun               |                                                      |
| 2° 17′ N, 12° 0′ E / 2.283°N,12.000°E   | Gabon                 |                                                      |
| 2° 20′ S, 12° 0′ E / 2.333°S,12.000°E   | Rep. del Congo        |                                                      |
| 2° 57′ S, 12° 0′ E / 2.950°S,12.000°E   | Gabon                 |                                                      |
| 3° 9′ S, 12° 0′ E / 3.150°S,12.000°E    | Rep. del Congo        | Per uns 9km                                          |
| 3° 14′ S, 12° 0′ E / 3.233°S,12.000°E   | Gabon                 |                                                      |
| 3° 25′ S, 12° 0′ E / 3.417°S,12.000°E   | Rep. del Congo        |                                                      |
| 5° 1′ S, 12° 0′ E / 5.017°S,12.000°E    | Oceà Atlàntic         |                                                      |
| 15° 36′ S, 12° 0′ E / 15.600°S,12.000°E | Angola                |                                                      |
| 17° 10′ S, 12° 0′ E / 17.167°S,12.000°E | Namíbia               |                                                      |
| 18° 22′ S, 12° 0′ E / 18.367°S,12.000°E | Oceà Atlàntic         |                                                      |
| 60° 0′ S, 12° 0′ E / 60.000°S,12.000°E  | Oceà Antàrtic         |                                                      |
| 69° 56′ S, 12° 0′ E / 69.933°S,12.000°E | Antàrtida             | Terra de la Reina Maud, reclamada Noruega            |